# Copa Libertadores 2019
Pohár osvoboditelů (španělsky Copa Libertadores) pořádaný v roce 2019 byl v pořadí 60. ročníkem klubové soutěže pro nejlepší jihoamerické fotbalové týmy. Obhájcem titulu bylo argentinské River Plate. Vítězem se stalo brazilské Flamengo, které porazilo argentinský River Plate 2:1.
Finálový zápas se konal v Limě v Peru.
Vítězný celek – Flamengo – má jistou účast v dalším ročníku Copa Libertadores, kam bude nasazen rovnou do skupiny. Zároveň se kvalifikuje na Mistrovství světa klubů 2020 konané v Kataru.

## Účastníci
Poháru osvoboditelů se zúčastní 47 klubů z 10 zemí, které jsou členy jihoamerické organizace CONMEBOL.
- 1 tým obhájující Copa Libertadores
- 1 tým obhájující Copa Sudamericana
- 7 týmů z Brazílie
- 6 týmů z Argentiny
- 4 týmy z ostatních zemí

## Základní skupiny
|  | Tým postoupil do osmifinále Copa Libertadores   |
|  | Tým postoupil do druhého kola Copa Sudamericana |

### Skupina A
| U  | Tým           | Z | V | R | P | VG | IG | +/- | B  |
| -- | ------------- | - | - | - | - | -- | -- | --- | -- |
| 1. | Internacional | 6 | 4 | 2 | 0 | 11 | 6  | +5  | 14 |
| 2. | River Plate   | 6 | 2 | 4 | 0 | 10 | 5  | +5  | 10 |
| 3. | Palestino     | 6 | 2 | 1 | 3 | 7  | 7  | 0   | 7  |
| 4. | Alianza Lima  | 6 | 0 | 1 | 5 | 2  | 12 | −10 | 1  |

|               | INT | RIV | PAL | ALI |
| ------------- | --- | --- | --- | --- |
| Internacional | •   | 2:2 | 3:2 | 2:0 |
| River Plate   | 2:2 | •   | 0:0 | 3:0 |
| Palestino     | 0:1 | 0:2 | •   | 3:0 |
| Alianza Lima  | 0:1 | 1:1 | 1:2 | •   |

### Skupina B
| U  | Tým            | Z | V | R | P | VG | IG | +/- | B  |
| -- | -------------- | - | - | - | - | -- | -- | --- | -- |
| 1. | Cruzeiro       | 6 | 5 | 0 | 1 | 11 | 2  | +9  | 15 |
| 2. | Emelec         | 6 | 2 | 3 | 1 | 6  | 5  | +1  | 9  |
| 3. | Deportivo Lara | 6 | 1 | 2 | 3 | 4  | 10 | -6  | 5  |
| 4. | CA Huracán     | 6 | 1 | 1 | 4 | 5  | 9  | −4  | 4  |

|                | CRU | EME | LAR | HUR |
| -------------- | --- | --- | --- | --- |
| Cruzeiro       | •   | 1:2 | 2:0 | 4:0 |
| Emelec         | 0:1 | •   | 2:2 | 0:0 |
| Deportivo Lara | 0:2 | 0:0 | •   | 2:1 |
| Huracán        | 0:1 | 1:2 | 3:0 | •   |

### Skupina C
| U  | Tým                       | Z | V | R | P | VG | IG | +/- | B |
| -- | ------------------------- | - | - | - | - | -- | -- | --- | - |
| 1. | Olimpia                   | 6 | 2 | 3 | 1 | 9  | 6  | +3  | 9 |
| 2. | Godoy Cruz                | 6 | 2 | 3 | 1 | 5  | 3  | +2  | 9 |
| 3. | Sporting Cristal          | 6 | 2 | 1 | 3 | 8  | 11 | -3  | 7 |
| 4. | Universidad de Concepción | 6 | 1 | 3 | 2 | 9  | 11 | −2  | 6 |

|                           | OLI | GOD | CRI | UDC |
| ------------------------- | --- | --- | --- | --- |
| Olimpia                   | •   | 2:1 | 0:1 | 1:1 |
| Godoy Cruz                | 0:0 | •   | 2:0 | 1:0 |
| Sporting Cristal          | 0:3 | 1:1 | •   | 2:0 |
| Universidad de Concepción | 3:3 | 0:0 | 5:4 | •   |

### Skupina D
| U  | Tým       | Z | V | R | P | VG | IG | +/- | B  |
| -- | --------- | - | - | - | - | -- | -- | --- | -- |
| 1. | Flamengo  | 6 | 3 | 1 | 2 | 11 | 5  | +6  | 10 |
| 2. | LDU Quito | 6 | 3 | 1 | 2 | 12 | 8  | +4  | 10 |
| 3. | Peñarol   | 6 | 3 | 1 | 2 | 7  | 5  | +2  | 10 |
| 4. | San José  | 6 | 1 | 1 | 4 | 7  | 19 | −12 | 4  |

|           | FLA | LDQ | PEÑ | SJO |
| --------- | --- | --- | --- | --- |
| Flamengo  | •   | 3:1 | 0:1 | 6:1 |
| LDU Quito | 2:1 | •   | 2:0 | 4:0 |
| Peñarol   | 0:0 | 1:0 | •   | 4:0 |
| San José  | 0:1 | 3:3 | 3:1 | •   |

### Skupina E
| U  | Tým              | Z | V | R | P | VG | IG | +/- | B  |
| -- | ---------------- | - | - | - | - | -- | -- | --- | -- |
| 1. | Cerro Porteño    | 6 | 4 | 1 | 1 | 10 | 5  | +5  | 13 |
| 2. | Nacional         | 6 | 4 | 1 | 1 | 5  | 2  | +3  | 13 |
| 3. | Atlético Mineiro | 6 | 2 | 0 | 4 | 6  | 10 | -4  | 6  |
| 4. | Zamora           | 6 | 1 | 0 | 5 | 6  | 10 | −4  | 3  |

|                  | CPO | NAC | CAM | ZAM |
| ---------------- | --- | --- | --- | --- |
| Cerro Porteño    | •   | 1:0 | 4:1 | 2:1 |
| Nacional         | 1:1 | •   | 1:0 | 1:0 |
| Atlético Mineiro | 0:1 | 0:1 | •   | 3:2 |
| Zamora           | 2:1 | 0:1 | 1:2 | •   |

### Skupina F
| U  | Tým         | Z | V | R | P | VG | IG | +/- | B  |
| -- | ----------- | - | - | - | - | -- | -- | --- | -- |
| 1. | Palmeiras   | 6 | 5 | 0 | 1 | 13 | 1  | +12 | 15 |
| 2. | San Lorenzo | 6 | 3 | 1 | 2 | 4  | 2  | +2  | 10 |
| 3. | Melgar      | 6 | 2 | 1 | 3 | 2  | 9  | -7  | 7  |
| 4. | Junior      | 6 | 1 | 0 | 5 | 1  | 8  | −7  | 3  |

|             | PAL | SLO | MEL | JUN |
| ----------- | --- | --- | --- | --- |
| Palmeiras   | •   | 1:0 | 3:0 | 3:0 |
| San Lorenzo | 1:0 | •   | 2:0 | 1:0 |
| Melgar      | 0:4 | 0:0 | •   | 1:0 |
| Junior      | 0:2 | 1:0 | 0:1 | •   |

### Skupina G
| U  | Tým               | Z | V | R | P | VG | IG | +/- | B  |
| -- | ----------------- | - | - | - | - | -- | -- | --- | -- |
| 1. | Boca Juniors      | 6 | 3 | 2 | 1 | 11 | 6  | +5  | 11 |
| 2. | CA Paranaense     | 6 | 3 | 0 | 3 | 11 | 6  | +5  | 9  |
| 3. | Deportes Tolima   | 6 | 2 | 2 | 2 | 7  | 8  | -1  | 8  |
| 4. | Jorge Wilstermann | 6 | 1 | 2 | 3 | 5  | 14 | −9  | 5  |

|                   | BOC | CAP | TOL | WIL |
| ----------------- | --- | --- | --- | --- |
| Boca Juniors      | •   | 2:1 | 3:0 | 4:0 |
| CA Paranaense     | 3:0 | •   | 1:0 | 4:0 |
| Deportes Tolima   | 2:2 | 1:0 | •   | 2:2 |
| Jorge Wilstermann | 0:0 | 3:2 | 0:2 | •   |

### Skupina H
| U  | Tým                  | Z | V | R | P | VG | IG | +/- | B  |
| -- | -------------------- | - | - | - | - | -- | -- | --- | -- |
| 1. | Libertad             | 6 | 4 | 0 | 2 | 11 | 7  | +4  | 12 |
| 2. | Grêmio               | 6 | 3 | 1 | 2 | 8  | 4  | +4  | 10 |
| 3. | Universidad Católica | 6 | 2 | 1 | 3 | 7  | 11 | -4  | 7  |
| 4. | Rosario Central      | 6 | 1 | 2 | 3 | 6  | 10 | −4  | 5  |

|                      | LIB | GRE | UCA | ROS |
| -------------------- | --- | --- | --- | --- |
| Libertad             | •   | 0:2 | 4:1 | 2:0 |
| Grêmio               | 0:1 | •   | 2:0 | 3:1 |
| Universidad Católica | 2:3 | 1:0 | •   | 2:1 |
| Rosario Central      | 2:1 | 1:1 | 1:1 | •   |

## Osmifinále
| Domácí v 1. zápase | Celkem      | Hosté v 1. zápase | 1. zápas | 2. zápas |
| ------------------ | ----------- | ----------------- | -------- | -------- |
| River Plate        | 0:0 (4:2 p) | Cruzeiro          | 0:0      | 0:0      |
| Godoy Cruz         | 2:6         | Palmeiras         | 2:2      | 0:4      |
| Emelec             | 2:2 (2:4 p) | Flamengo          | 2:0      | 0:2      |
| LDU Quito          | 4:2         | Olimpia           | 3:1      | 1:1      |
| CA Paranaense      | 0:3         | Boca Juniors      | 0:1      | 0:2      |
| Nacional           | 0:3         | Internacional     | 0:1      | 0:2      |
| Grêmio             | 5:0         | Libertad          | 2:0      | 3:0      |
| San Lorenzo        | 1:2         | Cerro Porteño     | 0:0      | 1:2      |

## Čtvrtfinále
| Domácí v 1. zápase | Celkem | Hosté v 1. zápase | 1. zápas | 2. zápas |
| ------------------ | ------ | ----------------- | -------- | -------- |
| River Plate        | 3:1    | Cerro Porteño     | 2:0      | 1:1      |
| Grêmio             | 2:2 v  | Palmeiras         | 0:1      | 2:1      |
| Flamengo           | 3:1    | Internacional     | 2:0      | 1:1      |
| LDU Quito          | 0:3    | Boca Juniors      | 0:3      | 0:0      |

## Semifinále
| Domácí v 1. zápase | Celkem | Hosté v 1. zápase | 1. zápas | 2. zápas |
| ------------------ | ------ | ----------------- | -------- | -------- |
| River Plate        | 2:1    | Boca Juniors      | 2:0      | 0:1      |
| Grêmio             | 1:6    | Flamengo          | 1:1      | 0:5      |

## Finále
| Tým #1   | Výsledek | Tým #2      |
| -------- | -------- | ----------- |
| Flamengo | 2:1      | River Plate |